# 民族解放委员会
民族解放委员会（義大利語：Comitato di Liberazione Nazionale，缩写为CLN）是一个政治伞状组织，是意大利抵抗运动的主要代表。该组织反对纳粹德国在卡西比尔停战协定签署后占领意大利，同时也在意大利内战期间与意大利法西斯分子作斗争。它协调和指导意大利的抵抗运动，分为总部设在罗马的中央民族解放委员会和总部设在米兰的较后成立的北意大利民族解放委员会。该组织由多个党派组成，其成员因反法西斯主义而团结一致。

## 组成
| 政党 | 政党         | 主要意识形态              | 领袖              |
| ---- | ------------ | ------------------------- | ----------------- |
|      | 天主教民主党 | 基督教民主主义            | 阿尔契德·加斯贝利 |
|      | 意大利社会党 | 民主社会主义 社会民主主义 | 彼得罗·南尼       |
|      | 意大利共产党 | 共产主义 马克思列宁主义   | 帕尔米罗·陶里亚蒂 |
|      | 意大利自由党 | 自由主义                  | 曼利奥·布罗西奥   |
|      | 行动党       | 自由社会主义              | 费鲁西奥·帕里     |
|      | 劳动民主党   | 社会民主主义              | 伊万诺埃·博诺米   |